# Италия на «Евровидении-1957»
Италия приняла участие на конкурсе на «Евровидении 1957», проходившем в Франкфурте-на-Майне, (ФРГ), 3 марта 1957 года. На конкурсе её представлял Нунцио Галло с песней «Corde della mia chitarra», выступивший четвёртым. В этом году страна заняла шестое место, получив 7 баллов. Комментатором конкурса от Италии в этом году стала Бьянка Мария Пиччинино (Programma Nazionale). Глашатаем выступил Нунцио Филогамо.
Нунцио Галло выступил в сопровождении оркестра под руководством Армандо Тровайоли.

## Национальный отбор

### Полуфиналы[6]
| Артист (1 п/ф)            | Артист (2 п/ф)                   | Песня                        | Место |
| ------------------------- | -------------------------------- | ---------------------------- | ----- |
| Tina Allori               | Flo Sandon's                     | «Ancora Ci Credo»            | —     |
| Gino Latilla              | Luciano Virgili                  | «A Poco, A Poco»             | —     |
| Клаудио Вилла             | Джорджио Консолини               | «Cancello Tra Le Rose»       | Ф     |
| Carla Boni & Gino Latilla | Il Duo Fasano & Gloria Christian | «Casetta In Canadà»          | Ф     |
| Клаудио Вилла             | Нунцио Галло                     | «Corde Della Mia Chitarra»   | Ф     |
| Fiorella Bini             | Flo Sandon's                     | «Estati»                     | —     |
| Gino Baldi                | Luciano Virgili                  | «Finalmente»                 | —     |
| Клаудио Вилла             | Gino Latilla & Natalino Otto     | «Il Pericolo Numero Uno»     | Ф     |
| Tina Allori               | Тонина Торрьелли                 | «Intorno A Te»               | Ф     |
| Carla Boni & Duo Fasano   | Gloria Christian & Poker di Voci | «Le Trote Blu»               | Ф     |
| Gino Baldi                | Jula De Palma                    | «Nel Giardino Del M'o Cuore» | —     |
| Gino Latilla              | Нунцио Галло                     | «Non Ti Ricordi Più»         | —     |
| Carla Boni                | Нунцио Галло                     | «Per Una Volta Ancora»       | Ф     |
| Fiorella Bini             | Duo Fasano                       | «Raggio Nella Nebbia»        | —     |
| Gino Latilla              | Тонина Торрьелли                 | «Scusami»                    | Ф     |
| Джанни Равера             | Natalino Otto                    | «Un Certo Sorriso»           | —     |
| Gino Baldi                | Natalino Otto                    | «Un Filo Di Speranza»        | Ф     |
| Carla Boni                | Jula De Palma                    | «Un Sogno Di Cristallo»      | —     |
| Джорджио Консолини        | Клаудио Вилла                    | «Usignolo»                   | Ф     |

В полуфиналах участвовало 19 песен, и только 10 композиций прошли в финал. В каждом из полуфиналов одна и та же песня исполнялась разными артистами. Первый полуфинал состоялся 7 февраля 1957 года, второй — 8 февраля. В фестивале приняло участие 15 певцов. На конкурс было отправлено 4000 песен, отобрали сначала 150 песен, далее выбор стоял за жюри под председательством Вильгельма Эмануэля. Из 124 песен от «издателей» отобрали 19, а из 26 «авторских» — 10. По итогу, полуфинал проходил в 3 полуфинала: 19 песен от «издателей» прошли в два традиционных дня, и 10 «авторских» — 10 февраля. Жюри состояло из 280 человек: в 14 регионах по 15 человек и 70 человек в зале.
Во второй вечер была исключена песня «La cosa più bella» авторства Pinchi-Oliveri.

### Финал[8]
| Артист 1                               | Артист 2                         | Песня                      | Голоса | Место |
| -------------------------------------- | -------------------------------- | -------------------------- | ------ | ----- |
| Клаудио Вилла                          | Джорджио Консолини               | «Cancello Tra Le Rose»     | 30     | 5-е   |
| Carla Boni & Gino Latilla & Duo Fasano | Gloria Christian & Poker di Voci | «Casetta In Canadà»        | 32     | 4-е   |
| Клаудио Вилла                          | Нунцио Галло                     | «Corde Della Mia Chitarra» | 63     | 1-е   |
| Клаудио Вилла                          | Gino Latilla & Natalino Otto     | «Il Pericole Numero Uno»   | 24     | 6-е   |
| Tina Allori                            | Тонина Торрьелли                 | «Intorno A Tè»             | 16     | 7-е   |
| Carla Boni & Duo Fasano                | Gloria Christian & Poker di Voci | «Le Trote Blù»             | 4      | 10-е  |
| Carla Boni                             | Нунцио Галло                     | «Per Una Volta Ancora»     | 12     | 8-е   |
| Gino Latilla                           | Тонина Торрьелли                 | «Scusami»                  | 43     | 3-е   |
| Gino Baldi                             | Natalino Otto                    | «Un Filo Di Speranza»      | 7      | 9-е   |
| Джорджио Консолини                     | Клаудио Вилла                    | «Usignolo»                 | 48     | 2-е   |

Финал фестиваля состоялся 9 февраля 1957 года в казино Сан-Ремо. По итогу победителями стали Клаудио Вилла и Нунцио Галло с песней «Corde Della Mia Chitarra». В последний вечер, 10 февраля, победу одержали Клаудио Вилла и Джорджио Консолини с песней «Ondamarina». В конкурсе участвовала представительница прошлого года на конкурсе Тонина Торрьелли.

## Страны, отдавшие баллы Италии
Жюри каждой страны из десяти человек распределяло 10 баллов между понравившимися песнями
| Отдали Италии…            | Отдали Италии…           |
| 2 балла                   | 1 балл                   |
| ------------------------- | ------------------------ |
| Нидерланды Великобритания | Дания Люксембург Бельгия |

## Страны, получившие баллы от Италии
| 4 балла | Люксембург               |
| 3 балла | Дания                    |
| 1 балл  | Швейцария ФРГ Нидерланды |